# Doba gwiazdowa

Doba gwiazdowa jest krótsza od doby słonecznej.
1. Słońce i wybrana gwiazda są na wprost punktu na Ziemi.
2. Ziemia zrobiła pełny obrót i gwiazda jest ponownie na wprost tego punktu (1 → 2 = doba gwiazdowa), Słońce nie.
3. Słońce jest znów na wprost danego punktu (1 → 3 = doba słoneczna).

Doba gwiazdowa, doba syderyczna (dawniej: dzień gwiazdowy, dzień syderyczny) – czas gwiazdowy między dwoma kolejnymi górowaniami punktu równonocy wiosennej (punktu Barana) i równy okresowi obrotu Ziemi wokół własnej osi względem gwiazd, czyli około 23 godzinom 56 minutom i 4,091 średnim sekundom słonecznym (86 164 sekund).
Dobę gwiazdową dzieli się na 24 godziny gwiazdowe, te na 60 minut gwiazdowych, a te z kolei na 60 sekund gwiazdowych.
Doba gwiazdowa znajduje zastosowanie w badaniach astronomicznych, gdyż określa czas, który potrzebny jest do pełnego obrotu sfery niebieskiej.